# Головацький Яків Федорович
 Я́ків Фе́дорович Голова́цький (літ. псевд. і крипт.: Гаврило Русин; 17 жовтня 1814, Чепелі, Австрійська імперія — 13 травня 1888, Вільно, Російська імперія) — український мовознавець, етнограф, фольклорист, історик, поет, священник УГКЦ, педагог, громадський діяч. Співзасновник об'єднання «Руська трійця», співавтор збірника «Русалка Дністровая». Вуйко Миколи Антоневича. Брат Івана Головацького. Лавреат Уваровської премії.

## Життєпис

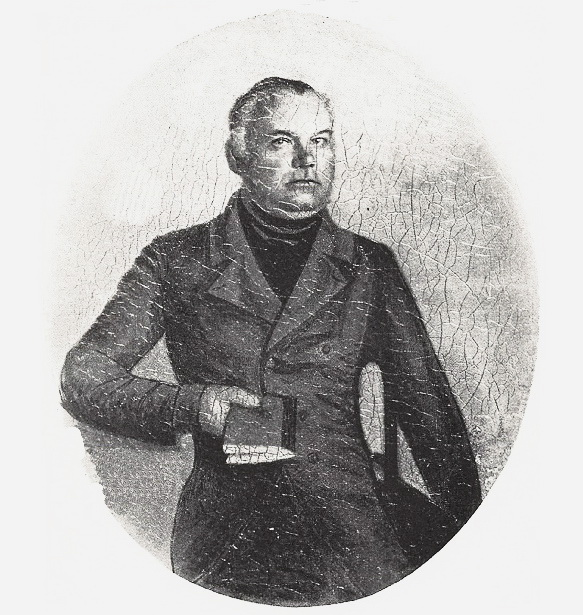
Яків Головацький, 1856 рік

Народився у селі Чепелі, нині Золочівський район, Львівська область (тоді Королівство Галичини та Володимирії, Австрійська імперія). Син отця Теодора, уродженця Миколаєва. З Миколаєва походить вся родина Головацьких.
1831 року після закінчення Львівської гімназії вступив на філософський факультет Львівського університету.
1831 року разом із Маркіяном Шашкевичем та Іваном Вагилевичем утворив національно-патріотичний гурток галицької молодої інтеліґенції так звану «Руську трійцю».
1832 року перервав навчання і два роки мандрував, переважно пішки, містами та селами Галицької та Угорської Русі (свою мандрівку розпочав з Миколаєва над Дністром).
1835 року вступив до Кошицької академії, потім — Будапештського університету. У Будапешті зблизився з чеськими, словацькими та сербськими славістами, з допомогою яких 1837 року там було видано перший галицький альманах руською мовою «Русалка Дністровая», складений за участю Якова Головацького, інших діячів «Руської трійці», що відіграв велику роль у галицькому літературному відродженні.
Впродовж 1836—1839 років продовжив навчання у Львівському університеті. 1842 року закінчив Львівську духовну семінарію, був висвячений на священника.
В 1840—1841 роках разом із братом Іваном видав у Відні збірку Григорія Ількевича, «Галицькі приповідки і загадки».
Був греко-католицьким парохом у селах Микитинці (на Коломийщині, 1842—1846) та Хмелева (нині Заліщицький район, 1846–1848), залишаючись під церковним наглядом як «неблагонадійний».
1847 року померли два його сини, які поховані на сільському цвинтарі у селі Хмелева.
У Хмелевій готував до друку працю «Розправа о язиці южноруськім», упорядковував альманах «Вінок русинам на обжинки».
1846 року під псевдонімом «Гаврило Русин» надрукував німецькою мовою у 9-му випуску журналу «Річник слов'янської літератури, мистецтва та науки», який видавав у Ляйпцігу відомий славіст Ян Петр Йордан, статтю «Становище русинів у Галичині». У ній різко критикував політику уряду в національному питанні в Галичині і виступав проти переслідування національно свідомої інтелігенції.
Зокрема, він писав:
Русини займають дві-треті Галичини й східні комітати в Карпатах та Угорщині; також цілу полудневу частину Росії від Припяті по верхній Дон. Замешкують цю територію у компактній масі, не розпорошені поміж другими народами, ані не змішані з чужими національностями. Вони не є жодними колоністами, які примандрували в ті землі, але вони є їх рідними синами, які живуть на могилах і курганах славних предків своїх з-перед тисячі літ, на прадідівських вогнищах. Коли в них така славна минувшина, то чому вони не осягнули кращої долі, яка належалася б такій великій нації?
…Тому в головній мірі, бо Русини не видали здібних провідників і просвітителів; немає в них теж спільного осередку, немає лучности поміж поодинокими галузями нації, так званим освіченим Русинам бракує моральних сил, обзнайомлення з обставинами, патріотизму й бажання приносити жертви. Нарід поділений, порабощений, живе, навіть не знаючи хто він. Його провідна верства зденаціоналізована, відчужена від народньої маси, якій помагає тільки спати.
Під час революційних подій 1848 року їздив по селах, виступав на селянських вічах. 4 липня 1848 року виголосив промову на народному вічі в Чорткові. На цьому вічі його було обрано секретарем місцевої «Руської ради».
1848 року — учасник Собору руських учених у Львові.
Впродовж 1848—1867 років — перший в історії професор «руської мови та словесності» (української мови та літератури) у Львівському університеті, перший завідувач кафедри руської словесності.
Живучи у Львові, підтримував тісні контакти з М. Устияновичем, Д. Зубрицьким, І. Вагилевичем, листувався з М. Поґодіним, О. Бодянським, М. Максимовичем, Я. Колларом, П. Шафариком, П. Коубеком, К. Запом, В. Залеським, а пізніше з В. Ганкою, К. Я. Ербеном та іншими славістами.
Свої поетичні твори надрукував у «Русалці Дністровій» та альманаху «Вінок русинам на обжинки» (ч. 1–2, Відень, 1846—1847), у виданні якого брав участь. Численні літературні та етнографічні праці розкидані по різних збірниках, богословські та мемуарні твори надруковані переважно в «Науковому збірнику Галицько-Руської матиці».
Протягом 1858—1859 років — декан філософського факультету Львівського університету.
1859 року очолив боротьбу проти прихильників заміни кирилиці латинкою, яка завершилася виданням у Львові німецькою мовою збірника «Питання мови і письма русинів в Галичині» (1861).
У 1861—1862 роках опублікував записки архіпресвітера Феодосія Бродовича.
1864—1866 — ректор Львівського університету.
Під впливом Михайла Погодіна перейшов на москвофільські позиції, через що був відзначений званням академіка Санкт-Петербурзької АН.
У свій романтичний період до 1848 року Яків Головацький приділив багато уваги збиранню й обробленню українських мовознавчих матеріалів, виходячи з засади, що мова найкраще відбиває дух нації. Але відхід на москвофільські позиції не міг не позначитися і на його наукових працях. Вже його «Граматика руского язика» (1851) далека від позиції збереження і розвитку української мови. Мав вплив на Миколу Устияновича, який також у своїх пізніх творах відмовився від чистої української мови і перейшов на «язичіє».

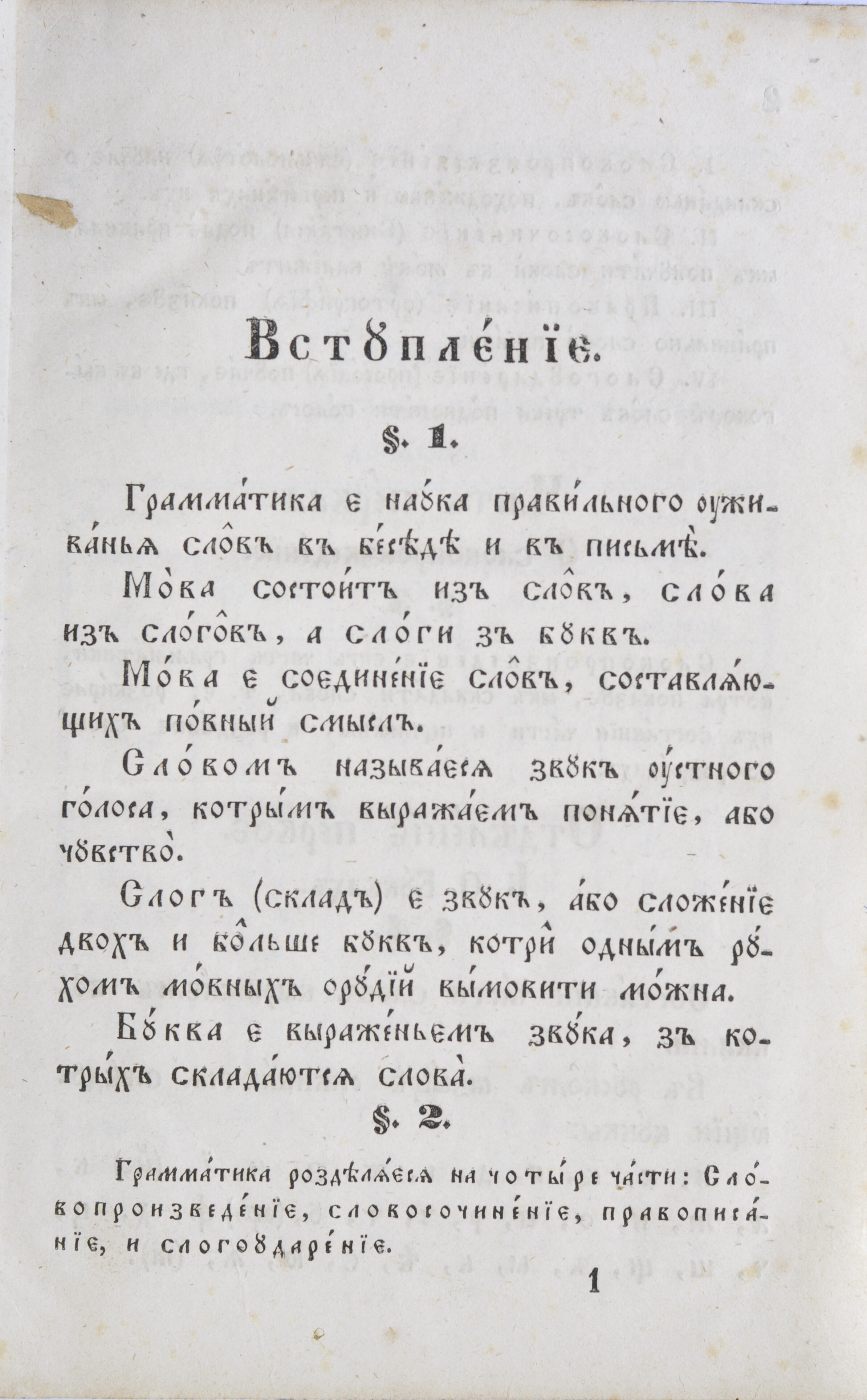
«Граматика руского язика» (1851)

1867 року взяв участь у Всеросійській етнографічній виставці у складі делегації слов'ян Австро-Угорщини, на якій виголосив промову про руську національно-культурну єдність і слов'янське об'єднання, що у Відні було сприйнято як ознака домагань Росії на слов'янські землі й демонстрацію проросійської орієнтації австрійських слов'ян. Це відбувалося в умовах послаблення Австрії після програної австро-пруської війни і спричинило гоніння на Головацького, у якому велику роль відіграв намісник Галичини граф Аґенор Голуховський.
1868 року Головацький переїхав у Росію, склав із себе духовний сан і перейшов у православ'я. Цього року очолив Віленську археографічну комісію.
1871 року очолив Тимчасову комісію зі створення Віленської публічної бібліотеки і музею.
Велике значення мала і зберігає досі тритомна етнографічна праця Головацького «Народные песни Галицкой и Угорской Руси», опублікована у 1863—1878 роках в "Читання в Імператорському Товаристві історії та старожитностей російських при Московському університеті.
1875 року була опублікована «Етнографічна карта руського народонаселення в Галичині, північно-східній Угорщині і Буковині», як додаток до праці — «Народные песни Галицкой и Угорской Руси». Надрукована у видавництві Ф. Кьоке. За основу для неї Я. Головацький взяв найбільш ґрунтовну на той час «Етнографічну карту Австрійської монархії» К. Черніґа 1855 року видання, до якої вніс виправлення, замінивши польські, німецькі й угорські назви місцевостей на народні українські (руські), але зрусифіковані назви. Масштаб мапи 1:1 600 000, формат 39,5×50 см. На карті позначено гідромережу, політичні й адміністративні кордони, залізниці, головні дороги, гори, міста і села, червоною фарбою підкреслено ті місцевості, де були записані Я. Головацьким народні пісні, або які згадуються у піснях. Адміністративні одиниці (округи і комітати) пронумеровані. Окремо на карті подано політико-адміністративний поділ Галичини й Угорщини з відповідним номером, що відповідає нумерації на карті. Способами якісного фону і ареалів зображено розселення шести народів, українців (у легенді — «русское населеніе») — зеленим кольором.
Зберігають свою наукову цінність ряд історичних праць з дослідження окремих проблем історії Закарпаття, Галичини і Буковини, слов'янського етногенезу, польсько-галицьких, польсько-українських і слов'яно-германських стосунків, статті про І. Котляревського, Г. Квітку-Основ'яненка, М. Шашкевича, І. Вагилевича, розвідки про «Слово о полку Ігоревім», Лазаря Барановича, Феофана Прокоповича, «Географический словарь западнославянских и южнославянских земель и прилежащих стран» (1877, виданий 1884).
Поряд із тим його обґрунтування існування «одної руської народності і одної руської літератури» аж до виступів проти вживання української мови в літературі й науці мали негативний вплив на розвиток галицької і закарпатської інтелігенції.
Архів Якова Головацького зберігається у Львівській науковій бібліотеці ім. В.Стефаника та в Інституті літератури НАН України у Києві (фонд 104).
За даними Романа Горака, став кавалером російських орденів святої Анни ІІ ст., святого Володимира (IV ст.), св. Станіслава.
Помер у м. Вільно (нині Вільнюс, Литва (тоді Російська імперія). Похований на цвинтарі Лєпкальньо 4 травня там само.

## Сім'я
Дружина — дочка пароха Криворівні Марія Бурачинська, шлюб 1841 року. Діти:
- Ярослав, покінчив самогубством 1879 року
- Всеволод, випускник Московського університету, тривалий час був безробітним
- Софія, сиділа у в'язниці
- Текля, разом з сестрою отримали в дарунок ікони від московської цариці, стали її стипендіатками, навчались в Петербурзькому олександрівському училищі[9].

## Твори
- Народные песни Галицкой и Угорской Руси. — Т. 1. [Архівовано 22 червня 2019 у Wayback Machine.] — 1878. — 434 с.
- Народные песни Галицкой и Угорской Руси. — Т. 2. [Архівовано 21 січня 2018 у Wayback Machine.] — 890 с.
- Народные песни Галицкой и Угорской Руси. — Т. 3. [Архівовано 21 січня 2018 у Wayback Machine.] — 521 с.
- Хрестоматія церковно-словенская и древнерусская въ пользу учениковъ вышшои гимназїи въ ц.к. Австрійской державі. — 1854. — 358 с.
- Головацький Я. Кореспонденція Якова Головацького в літах 1835—49 [Архівовано 26 вересня 2020 у Wayback Machine.]. — У Львові: Видав др. Кирило Студинський, 1909. — 6, CXXXVIII, 463 с. — (Збірник філологічної секції Наукового товариства імені Шевченка; т. 11–12).

## Вшанування пам'яті

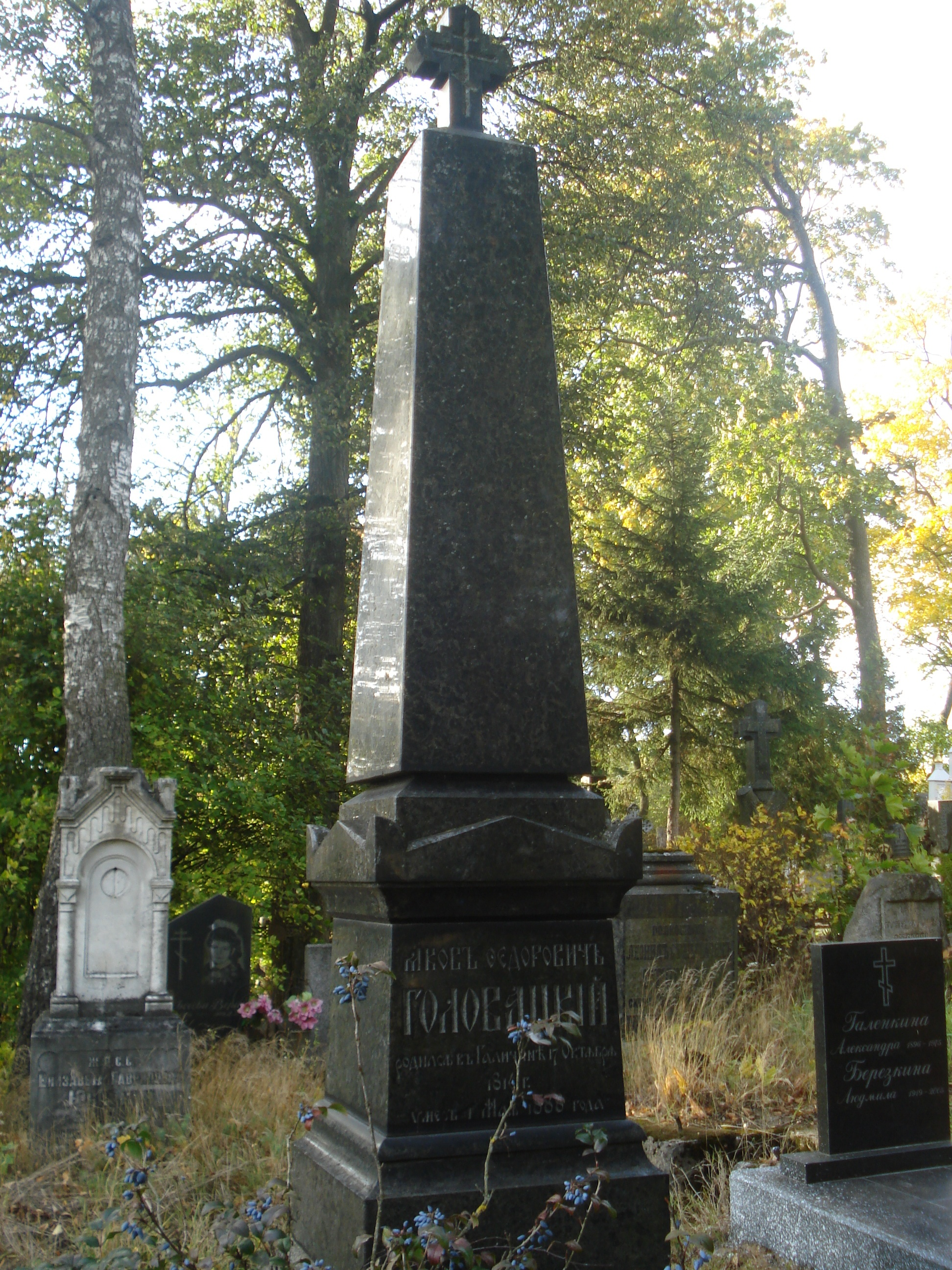
Надгробок Головацького на православному кладовищі Вільнюса.

31 грудня 2013 року в Івано-Франківську відкрили перший в світі пам'ятник Руській Трійці. Серед постатей на пам'ятнику є зокрема і Яків Головацький.